# Herman Flesvig

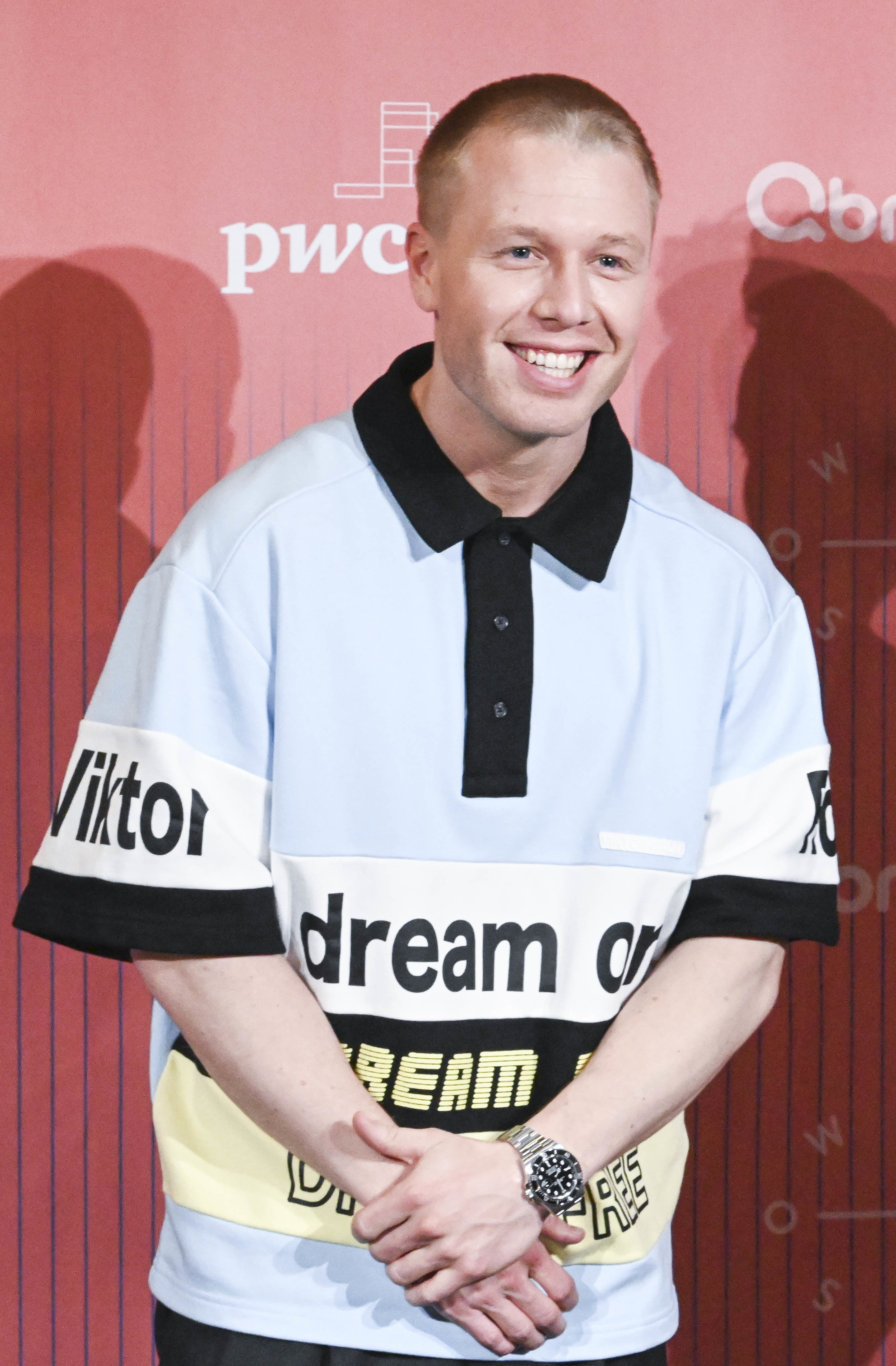
Herman Flesvig, 2021

Herman Flesvig (* 1992) ist ein norwegischer Komiker, Schauspieler, Sänger und Drehbuchautor. Bekanntheit erlangte er unter anderem durch die Comedyserie Førstegangstjenesten.

## Leben
Flesvig wuchs in der Ortschaft Siggerud auf. Über seine Mutter erhielt er die schwedische Staatsbürgerschaft. In seiner Kindheit wurde bei ihm ADHS diagnostiziert, worüber er wiederholt in der Öffentlichkeit sprach. Nach seiner Schulzeit arbeitete er zunächst in einem Kindergarten und begann schließlich an der Westerdals Oslo School of Arts, Communication and Technology Film und TV zu studieren.

### Comedy- und Fernsehkarriere
Gemeinsam mit drei Studienkollegen bildete er während seiner Studienzeit die Comedy-Gruppe Ledelsen. Bekanntheit erlangte er dabei unter anderem durch Parodien von Prominenten wie dem Schauspieler Aksel Hennie, die sie bei Instagram veröffentlichten. Im Jahr 2017 begann Flesvig beim norwegischen Rundfunk (NRK) mit Robert Stoltenberg zusammenzuarbeiten. Die beiden erhielten dort die Comedyserien Robert og Herman sowie Hytteliv. Im Jahr 2018 moderierte er den Musikpreis P3 Gull.
Gemeinsam mit Mikkel Niva startete er im Jahr 2019 den Podcast Friminutt, der zu einem der meistgehörten Podcasts in Norwegen heranwuchs. Im Jahr 2020 gewann der Podcast beim Radiopreis Prix Radio den Publikumspreis. Im März 2021 wurde der Wechsel des Podcasts von NRK zum Medienkonzern Schibsted angekündigt. Dort wurde der Podcast unter dem Namen Storefri fortgesetzt. Mit Niva schrieb er auch das Drehbuch für die NRK-Erfolgsserie Førstegangstjenesten. Die Comedyserie, in der Flesvig selbst auch mehrere Rollen spielte, handelte von jungen Erwachsenen, die ihre Wehrpflicht ableisten. Die Serie, die hauptsächlich positive Kritiken erhielt, erstreckte sich über zwei Staffeln. Gemessen an den Zuschauerzahlen gehörte sie zu den erfolgreichsten NRK-Serien.
Im Herbst 2021 gewann er den Wenche Foss’s ærespris. Beim Fernsehpreis Gullruten erhielt Flesvig im Jahr 2022 den Publikumspreis. In der zweiten Staffel der TV-Serie Beforeigners übernahm er die Rolle Sturla. Auch in der NRK-Serie Flus erhielt er eine Rolle. In der Reisedokumentarserie Oppdrag Europa, die im Sommer und Herbst 2024 bei NRK gezeigt wurde, reiste er gemeinsam mit Mikkel Niva durch mehrere europäische Länder. Flesvig wurde dafür beim norwegischen Comedypreis Humorprisen mit dem Publikumspreis ausgezeichnet.

### Musik
Flesvig veröffentlichte zudem mehrere Lieder. Das Lied Haugenstua, das aus Sicht einer seiner Figuren in der Serie Førstegangstjenesten geschrieben ist, kam im Jahr 2020 heraus. Das Lied wurde ein größerer Erfolg und konnte den ersten Platz der norwegischen Musikcharts erreichen. Des Weiteren war es der im Jahr 2020 in Norwegen beim Musikstreamingdienst Spotify am meisten abgespielte Song. Das Lied wurde laut IFPI Norwegen außerdem das in Norwegen kommerziell erfolgreichste Lied des Jahres 2020. Flesvig selbst erklärte, dass er sich jedoch nicht als Musiker, sondern vor allem als Komiker und Schauspieler, sehe und das Lied deshalb auch nicht für Musikpreise wie den Spellemannprisen eingereicht wurde.

## Auszeichnungen
Gullruten
- 2022: Publikumspreis
- 2025: Nominierung in der Kategorie „Beste/r Moderator/in – Unterhaltung“ (mit Mikkel Niva, für Oppdrag Europa)[17]

Sonstiges
- 2020: Prix Radio, Kategorie „Publikumspreis“ (für den Podcast Friminutt)[18]
- 2021: Wenche Foss’s ærespris
- 2024: Humorprisen, Kategorie „Publikumspreis“ (für Oppdrag Europa)[19]

## Filmografie (Auswahl)
- 2019: Hytteliv
- 2020: Allerud VGS (Fernsehserie, 4 Folgen)
- 2020: Dyrebestevenner (Miniserie)
- 2019–2021: Førstegangstjenesten (Fernsehserie, 6 Folgen)
- 2021: Beforeigners (Fernsehserie, 3 Folgen)
- 2024: En som meg (Fernsehserie, 1 Folge)
- 2024: State of Happiness (Fernsehserie, 8 Folgen)
- 2022–2025: Flus (Fernsehserie, 9 Folgen)

## Diskografie

### Singles
| Jahr | Titel            | Höchstplatzierung, Gesamtwochen, AuszeichnungChartsChartplatzierungen (Jahr, Titel, Platzierungen, Wochen, Auszeichnungen, Anmerkungen) | Anmerkungen |
| Jahr | Titel            | NO | Anmerkungen |
| ---- | ---------------- | --- | ----------- |
| 2020 | Det er fredag    | NO88 Platin · (1 Wo.)NO |             |
| 2020 | Haugenstua       | NO1 ×3Dreifachplatin · (20 Wo.)NO |             |
| 2020 | Josefine         | NO8 Platin · (4 Wo.)NO |             |
| 2020 | Satsebrakka 2020 | NO8 Gold · (4 Wo.)NO |             |